# André Di Mauro
André Felippe Di Mauro (Rio de Janeiro, 27 de outubro de 1964) é um ator, diretor, produtor, escritor e roteirista brasileiro. Como ator interpretou personagens como Rodrigues no filme Tropa de Elite e o pedófilo Lipe da novela Chamas da Vida. É sobrinho-neto do cineasta Humberto Mauro, autor do livro Humberto Mauro - o pai do cinema brasileiro e diretor do filme Humberto Mauro (2018), selecionado para o 75.º Festival Internacional de Cinema de Veneza. Em 2021, dirigiu o documentário Protocolo da Morte.

## Biografia
André Di Mauro começou sua carreira aos 15 anos no seriado Malu Mulher, da TV Globo. Aos 16 anos, escreveu o musical Vira-Avesso. Trabalhou como ator em diverso espetáculos teatrais, como Sonho de uma Noite de Verão (1982), Um bonde chamado desejo (1983), Os doze trabalhos de Hércules (1985, com o Grupo Tablado). Chamado a atuar na televisão, participou de 12 telenovelas, nas TVs Globo, Record, Rede TV e Manchete.[carece de fontes?]
Sem nunca abandonar o teatro, escreveu e dirigiu o musical Azul (1984). No final dos anos 80, recebeu um convite para estudar no Actor`s Studio e no Lee Strasberg Institute de Nova York. Ainda nos Estados Unidos, fez curso de roteiro com Edward Albee e de análise de textos com Herbert Berghof.[carece de fontes?]
Como ator André DiMauro é conhecido por interpretar papéis como Rodrigues no filme Tropa de Elite e o pedófilo Lipe da novela Chamas da Vida, de Cristianne Fridman, que alcançou altos índices de audiência e êxito com a crítica especializada. Ele iniciou sua carreira na Rede Globo nos anos 80 participando de diversas novelas e interpretando personagens de sucesso como "Maneco" na novela Rainha da Sucata, que atingiu uma das maiores audiências da história da televisão brasileira. Em 2010, André DiMauro participou da minissérie A História de Ester em que interpretou Hegai. Em 2012, o ator fez o papel do ex-policial Carlos na novela Vidas em Jogo. Em janeiro de 2013, entrou no elenco de Balacobaco, interpretando o personagem Arnaud. Um ano depois, participou de Vitória, interpretando o personagem Jorge, que ganhou popularidade com bordão "isso é falta de laço". Em 2016 participou da série Omicron, inspirada no conto "O Imortal", de Machado de Assis.
No cinema, entre seus recentes trabalhos, estão os longas Sobrevivente Urbano e Nova Amsterdam. O ator apareceu nos curtas O Amolador e Mapa Mundi.[carece de fontes?]
Em 2016 escreveu, dirigiu e produziu o curta-metragem Efeito Lua. Em 2018 escreveu e dirigiu o filme Humberto Mauro, biografia do cineasta de mesmo nome. Teve sua estreia mundial no 75.º Festival Internacional de Cinema de Veneza e a nacional no 51.º Festival de Brasília do Cinema Brasileiro, bem como em outros festivais. E ainda em 2019, participou do 15.º Play-Doc Internacional Documentary Film Festival (Tui – Espanha) onde ganhou o prêmio de Melhor Filme.

## Filmografia

### Televisão
| Ano  | Título                     | Papel                          | Nota                                    | Emissora      |
| ---- | -------------------------- | ------------------------------ | --------------------------------------- | ------------- |
| 1983 | Eu Prometo                 | Beto                           |                                         | Rede Globo    |
| 1985 | Antônio Maria              | Eduardo                        |                                         | Rede Manchete |
| 1986 | Selva de Pedra             | Guido                          |                                         | Rede Globo    |
| 1987 | A Rainha da Vida           | André Valadares                |                                         | Rede Manchete |
| 1990 | Rainha da Sucata           | Manuel Moniz de Sousa (Maneco) |                                         | Rede Globo    |
| 1992 | Perigosas Peruas           | Dentinho                       |                                         | Rede Globo    |
| 1996 | Xica da Silva              | Dom Duarte                     |                                         | Rede Manchete |
| 2005 | Prova de Amor              | João Bonforte                  |                                         | RecordTV      |
| 2006 | Bicho do Mato              | Pedro                          |                                         | RecordTV      |
| 2007 | Donas de Casa Desesperadas | Miguel Delfino                 |                                         | RedeTV!       |
| 2008 | Chamas da Vida             | Felipe Rezende (Lipe)          |                                         | RecordTV      |
| 2010 | A História de Ester        | Hegai                          |                                         | RecordTV      |
| 2010 | Balada, Baladão            | Policial Teixeira              | Especial Fim de Ano                     | RecordTV      |
| 2011 | Vidas em Jogo              | Carlos Nobre Batista           |                                         | RecordTV      |
| 2013 | Balacobaco                 | Arnaud Bittencourt             | [ 26 ]                                  | RecordTV      |
| 2014 | Vitória                    | Jorge Cunha                    | [ 27 ]                                  | RecordTV      |
| 2016 | Omicron                    | Goiano                         | [ 28 ]                                  | RecordTV      |
| 2017 | Mata Salvaje               | Silva                          | Coprodução Argentina, Brasil e Paraguai | RecordTV      |
| 2018 | Power Couple Brasil        | Participante                   | [ 30 ]                                  | RecordTV      |
| 2022 | Reis                       | Ner                            | Fase: A ingratidão                      | RecordTV      |

### Cinema
| Ano  | Título                                         | Papel                                                      | Nota                                         |
| ---- | ---------------------------------------------- | ---------------------------------------------------------- | -------------------------------------------- |
| 1984 | Os Bons Tempos Voltaram: Vamos Gozar outra vez | Almir                                                      |                                              |
| 1986 | As Sete Vampiras                               | Salvio                                                     |                                              |
| 1986 | Rock Estrela                                   | Dudu                                                       |                                              |
| 1987 | Leila Diniz                                    | André                                                      |                                              |
| 1988 | Banana Split (filme)                           | Nei                                                        |                                              |
| 1989 | O Grande Mentecapto                            | Humberto Mauro                                             |                                              |
| 1990 | Pure Juice                                     | Carlos                                                     |                                              |
| 1991 | Búzios, Um Estado de Espírito                  | Himself                                                    | Telefilme                                    |
| 1992 | Pra Ter Ciúmes Basta Ter Alguém                |                                                            | Telefilme - Roteirista/Diretor/Produtor      |
| 1993 | Hóspedes Que Vieram de Longe                   |                                                            | Telefilme - Roteirista/Diretor/Produtor      |
| 1994 | O Caminho das Formigas                         |                                                            | Curta-metragem - Roteirista/Diretor/Produtor |
| 1995 | Salve A Prainha                                | Interwier                                                  | Documentário - Co-Produtor                   |
| 1996 | Região Dos Lagos                               |                                                            | Documentário - Diretor/Co-Produtor           |
| 1997 | O Mistério da Mala                             |                                                            | Curta-metragem - Roteirista/Produtor         |
| 1998 | Voce Sabe Quem                                 |                                                            | Curta-metragem - Produtor                    |
| 2000 | Namorada Tristeza                              |                                                            | Curta-metragem - Coordenador de Produção     |
| 2001 | Licor de Arbusto                               |                                                            | Curta-metragem - Produtor                    |
| 2001 | Pedro Pintor em Auto-retrato                   |                                                            | Curta-metragem - Produtor                    |
| 2003 | Grafite                                        |                                                            | Curta-metragem - Produtor                    |
| 2007 | Tropa de Elite                                 | Pedro Rodrigues                                            |                                              |
| 2008 | O Amolador                                     | Amolador                                                   | Curta-metragem - Co-Produtor                 |
| 2009 | Mapa-Múndi                                     | Lucas                                                      |                                              |
| 2010 | Entre Macacos e Anjos                          | Fausto                                                     |                                              |
| 2012 | A Casa Elétrica                                | Carlos "Carlino" Leonetti                                  |                                              |
| 2014 | Sobrevivente Urbano (Urban Survivor)           | Daniel                                                     |                                              |
| 2015 | Nova Amsterdam                                 | João Santiago                                              |                                              |
| 2016 | Efeito Lua                                     | Autor do Argumento, Roteirista, Produtor e Diretor         |                                              |
| 2018 | Humberto Mauro                                 | Autor do Argumento, Roteirista, Produtor e Diretor         |                                              |
| 2020 | Protocolo da Morte (Death Protocol) '          | Autor do Argumento, Roteirista, Editor, Produtor e Diretor |                                              |

## Teatro
- 2004: "O Incorruptível" de Helder Costa
- 2003: "Personalíssima".... Galvão (de Júlio Ficher Dir.Jaqueline Lawrence, Prod. Rosamaria Murtinho)
- 1997/1998: "Hilda Furacão"(1997/98).... Frei Malthus (de Roberto Drumond Dir. Marcelo Andrade)
- 1995/1996: "Rocky Horror Show".... Brad (de Richard O'Brien Dir. Jorge Fernando) (Prêmio Sharp, Premio Cultura Inglesa e Premio SATED)
- 1993/1994 "Despertar da Primavera".... Mel (de F.Wedekind Adapt.: Tiago Santiago, Dir.:Rogério Fabiano)
- 1991: "Entre O Neon e a Lua lá de Casa" (De André Mauro Direção: Anselmo Vasconcelos)
- 1988: “Uma Só Andorinha Não Faz Verão“(De Giulliano Nandi Direção: Márcio Meireles Produção: Ítala Nandi)
- 1987: “A Bela Adormecida”.... Príncepe Felipe(Texto e Direção: Fernando Berditcheviski Produção: Mírian Rios)
- 1986: “Um Bonde Chamado Desejo” (De Tenesse Willians Dir. Maurice Vaneu Prod.Tereza Rachel)
- 1985: “Os Doze Trabalhos de Hécules - Parte 2 (De Monteiro Lobato,Direção: Carlos Wilson Produção: Tablado)
- 1984: “Azul” (Texto e Dir. André Di Mauro Prod. Fábio Barreto)
- 1983: “Os Doze Trabalhos de Hércules - Parte 1 (De Monteiro Lobato Direção: Carlos Wilson Produção: Tablado)
- 1982: “VAi e Vem” (De André Di Mauro,Direção: Marco Antônio Palmeira Produção: Artimanhas D'Arte)
- 1981: “Vira- Avesso” (De André Di Mauro, Dir. Milton Dobbin Ganhou o Prêmio INACEN (Instituto Nacional de Artes Cênicas)Troféu Mambembe - Categoria: Revelação como Ator e Autor *Prêmio Moliére de Teatro - Categoria especial
- 1980: "Pequeninos mas Resolvem" (De Licia Manzo, Direção e Produção do Grupo Além da Lua)

## Livros
- HUMBERTO MAURO - O PAI DO CINEMA BRASILEIRO - Editora: GIOSTRI - ISBN 8581081908 [45]

## Prêmios e indicações
| Ano  | Prêmio                                                                                                   | categoria                                                          | Trabalho                                                         | Resultado     |
| ---- | --- | ------------------------------------------------------------------ | ---------------------------------------------------------------- | ------------- |
| 1981 | Troféu Mambembe                                                                                          | Revelação Ator e Autor                                             | Vira-Avesso                                                      | Venceu        |
| 1981 | Prêmio Molière                                                                                           | Prêmio Especial                                                    | Vira-Avesso                                                      | Venceu        |
| 1995 | I Prêmio Sharp de Teatro                                                                                 | Produtor Melhor Espetáculo                                         | Rocky Horror Show                                                | Venceu        |
| 1995 | Prêmio de Teatro Cultura Inglesa                                                                         | Produtor Melhor Espetáculo                                         | Rocky Horror Show                                                | Venceu        |
| 1995 | Prêmio de Teatro S.A.T.E.D.                                                                              | Produtor Melhor Produção Musical                                   | Rocky Horror Show                                                | Venceu        |
| 2009 | Prêmio Contigo! de TV de 2009                                                                            | Melhor Ator Coadjuvante                                            | Lipe em Chamas da Vida                                           | Indicado      |
| 2011 | Prêmio Top Empresarial Internacional                                                                     | Destaque Artístico Nacional                                        | Carlos em Vidas em Jogo                                          | Venceu        |
| 2012 | Prêmio Contigo! de TV de 2012                                                                            | Melhor Ator                                                        | Carlos em Vidas em Jogo                                          | Indicado      |
| 2012 | II Prêmio Destaques da Record                                                                            | Melhor Ator                                                        | Carlos em Vidas em Jogo                                          | Venceu        |
| 2015 | 10º Melhores do Ano - Minha Novela                                                                       | Melhor Ator Coadjuvante                                            | Jorge em Vitória                                                 | Venceu        |
| 2015 | Boston Independent Film Festival 2015                                                                    | Melhor Ator                                                        | Daniel em Urban Survivor                                         | Venceu        |
| 2015 | Los Angeles Urban Film Festival 2015                                                                     | Melhor Ator                                                        | Daniel em Urban Survivor                                         | Venceu        |
| 2016 | London International Film Festival 2016                                                                  | Melhor Ator de Filmes em Língua Estrangeira                        | Daniel em Urban Survivor                                         | Indicado      |
| 2016 | New York City International Film Festival 2016                                                           | Melhor Ator                                                        | Daniel em Urban Survivor                                         | Indicado      |
| 2018 | Canada Independent Film Festival                                                                         | Melhor Filme Documentário de Curta-Metragem                        | Roteirista, Produtor e Diretor do filme Efeito Lua (Moon Effect) | Venceu        |
| 2018 | Seleção oficial do 75º Festival Internacional de Cinema de Veneza - Venice Classics Documentary Films    | Melhor Filme Documentário sobre Cinema                             | Roteirista, Produtor e Diretor do filme Humberto Mauro           | Indicado      |
| 2018 | 51º Festival de Brasília do Cinema Brasileiro                                                            | Prêmio Marco Antônio Guimarães (melhor uso de material de arquivo) | Roteirista, Produtor e Diretor do filme Humberto Mauro           | Indicado      |
| 2018 | 42ª Mostra Internacional de Cinema de São Paulo                                                          | Prêmio Novos Diretores                                             | Diretor do filme Humberto Mauro                                  | Indicado      |
| 2018 | 20º Festival do Rio                                                                                      | Première Brasil: Hors Concours Longa Documentário                  | Roteirista, Produtor e Diretor do filme Humberto Mauro           | Hors Concours |
| 2018 | 40º Festival de Havana (em espanhol: Festival Internacional del Nuevo Cine Latinoamericano de La Habana) | Cinemateca Latino-Americana: Hors Concours                         | Roteirista, Produtor e Diretor do filme Humberto Mauro           | Hors Concours |
| 2018 | 10º Festival de Cinema da Fronteira                                                                      | Prêmio Especial Menção Honrosa                                     | Roteirista, Produtor e Diretor do filme Humberto Mauro           | Venceu        |
| 2018 | 13º Fest Aruanda                                                                                         | Sessão Energisa: Hors Concours                                     | Roteirista, Produtor e Diretor do filme Humberto Mauro           | Hors Concours |
| 2018 | 21ª Mostra Retrospectiva/Expectativa                                                                     | Sessão Especial: Hors Concours                                     | Roteirista, Produtor e Diretor do filme Humberto Mauro           | Hors Concours |
| 2018 | 6º Ver e Fazer Filmes                                                                                    | Sessão Abertura: Hors Concours                                     | Roteirista, Produtor e Diretor do filme Humberto Mauro           | Hors Concours |
| 2018 | 10º Cinema Verite Iran International Film Festival                                                       | Melhor Filme                                                       | Roteirista, Produtor e Diretor do filme Humberto Mauro           | Indicado      |
| 2019 | 48º Festival Internacional de Cinema de Roterdão (International Film Festival Rotterdam -IFFR)           | Programe Regained:Hors Concours                                    | Roteirista, Produtor e Diretor do filme Humberto Mauro           | Hors Concours |
| 2019 | 15º Play-Doc International Documentary Film Festival (Tui - Espanha)                                     | Melhor Filme                                                       | Roteirista, Produtor e Diretor do filme Humberto Mauro           | Venceu        |